# Abdul Malik
Abdul Malik (ur. 11 stycznia 1968) – singapurski sędzia piłkarski.
Spotkania międzynarodowe prowadzi od 2002 roku. W 2011 został wybrany do grona sędziów Pucharu Azji.